# Esix Snead
Esix Snead (født 7. juni 1976) i Fort Myers, Florida) er en tidligere Major League Baseball-outfielder for New York Mets (2002, 2004). Snead var kendt for sin fart med 507 stolen base i kun 9 små ligasæsoner, men kun fire i to korte optrædener med New York Mets.